# José Millas-Martin
José Millas-Martin est un poète, imprimeur, typographe et éditeur français né à Tandil en Argentine le 4 mai 1921 et mort à Paris le 3 décembre 2011.

## Biographie
Né en Argentine d'une mère limousine et d'un père né au Brésil d'origine catalane, José Millas-Martin ses trois sœurs et ses parents regagnent la France en 1926. José Millas-Martin devient apprenti imprimeur à l'âge de seize ans, puis suit des cours à l'École Estienne. Il dirige plusieurs revues de poésie Paragraphes (1951-1952), Iô (1956-1958), Périmètre (1970-1972) et édite de nombreux poètes entre 1945 et 1981, comme André Laude, Edmond Humeau, Patrice Cauda, Paul Mari, Lionel Richard, Guy Chambelland, Roger Toulouse, Frank Holden, Jean Dubacq, Jean-Pierre Desthuilliers. En 1961, il participe à la création du prix de poésie François-Villon en compagnie de Jean L'Anselme, Jean Breton, Serge Brindeau, Jean Dubacq, André Malartre, André Marissel et Serge Wellens.
José Millas-Martin est également auteur et a publié plusieurs recueils de poésie. Son premier ouvrage est Recto verso, publié chez Guy Chambelland en 1961.

## Œuvres
- Recto-verso, G. Chambelland, 1961 (préface de Jean Dubacq, illustrations de Roger Toulouse)
- Matières premières, Iô, 1967 (préface de Georges-Arthur Goldschmidt)
- Les gens qui ont du goût sont des cons, Éd. Millas-Martin, 1975
- Nom, prénoms, profession, adresse, Éd. Saint-Germain-des-Prés, 1979 (postface de Jean Breton, illustrations de Jean Cuillerat)
- Posologie usuelle, Éd La Bruyère, 1987 (préface de Jean L'Anselme, illustrations de Christian Ferré)
- Temps de pose, Éd. A. Malartre, coll. Le Bibelot
- Campagne, Éd La Bruyère, 1990 (illustrations de Sophie Millas)
- Du jour au lendemain, Éd. Sépia (préface de Serge Brindeau)
- Trayecto/Trajet, Sépia, 1995 (édition bilingue, traduction de Rafael Concejo, de Maria-Iñès Alonso de Nicola)
- La part du quotidien, Éd. Sépia, 1997
- La barbe à papa, Le Sémaphore, 1999 (préface de Pierre-Dominique Parent, photographies de René Maltête)  (ISBN 978-2-9122833-0-6)
- Le temps et l'espace, Le Sémaphore, 2002 (préface de Philippe Biget, illustrations de Danilo Romero)  (ISBN 978-2-9122836-9-6)
- De fond en comble, Le Sémaphore, 2005 (illustrations de Pierre-Dominique Parent)  (ISBN 978-2-9122838-5-6)
- Avis de passage, Éd. La Bruyère, 2009 (avant-lire de Gérard Cléry, illustrations de Danilo Romero)

En 2011, les éditions Fondencre publient dans la collection Jalons du XXe siècle… une anthologie des textes de José Millas-Martin sous le titre À mots rompus.